# Erches
Erches település Franciaországban, Somme megyében. Lakosainak száma 195 fő (2022. január 1.). Erches Andechy, Arvillers, Bouchoir, Guerbigny, Parvillers-le-Quesnoy és Warsy községekkel határos.

## Népesség
A település népességének változása:
| Lakosok száma | 179  | 186  | 189  | 187  | 187  | 188  | 189  | 190  | 195  |
|               | 2013 | 2015 | 2016 | 2017 | 2018 | 2019 | 2020 | 2021 | 2022 |